# (33636) 1999 JD80
1999 JD80 (asteroide 33636) é um asteroide da cintura principal. Possui uma excentricidade de 0.16343810 e uma inclinação de 12.67839º.
Este asteroide foi descoberto no dia 12 de maio de 1999 por LINEAR em Socorro.